# Pierre-Hyacinthe Morice de Beaubois
Pour les articles homonymes, voir Morice.
Pierre Beaubois, est un historien breton de la congrégation de Saint-Maur, né le 5 octobre 1693 à Quimperlé et mort le 14 octobre 1750 à Paris.

## Biographie

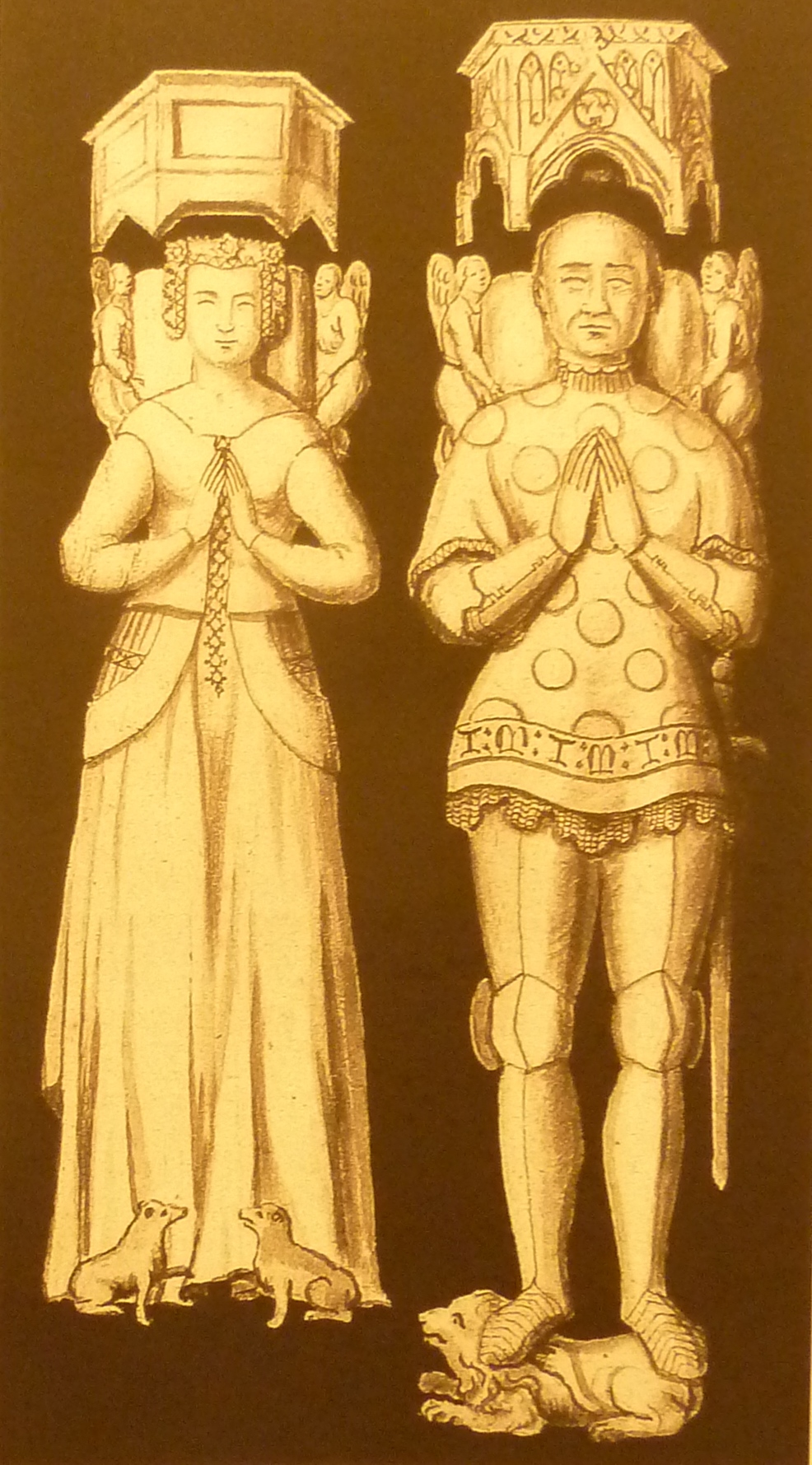
Gisant en marbre de Jean II de Malestroit et de son épouse, dessin de dom Morice.

D'une famille roturière, il fit profession à l'âge de vingt ans dans l'abbaye de Saint-Melaine, et se distingua bientôt par son goût pour l'étude et par son assiduité à ses devoirs. Il fut rappelé en 1731 à Paris pour travailler à la généalogie de la maison de Rohan, et on lui donna pour collaborateur dom Duval, son compatriote et son ami. Ils visitèrent ensemble les archives de Bretagne où se trouvaient les matériaux qui leur étaient nécessaires ; mais dom Morice acheva seul cet ouvrage, et le présenta au cardinal de Rohan, qui lui en témoigna sa satisfaction par une pension de huit cents livres. Il se chargea ensuite, à la prière des États de Bretagne, de donner une nouvelle édition de l'Histoire de cette province, par dom Lobineau, et il publia, de 1742 à 1746, trois volumes in-folio de pièces justificatives, que Lobineau n'avait fait connaître que par des extraits ; il y ajouta de savantes Dissertations sur l'origine des Bretons, leurs mœurs et leurs coutumes à l'époque de l'entrée des Romains, sur l'origine des barons et des fiefs, des états généraux de Bretagne, etc. Il fit paraître en 1750 le premier volume de l'Histoire ecclésiastique et civile de Bretagne, et il préparait le second lorsqu'il mourut d'une attaque d'apoplexie, le 14 octobre 1750 à l'abbaye des Blancs-Manteaux de Paris. 
Dom Taillandier fut chargé de revoir et de terminer le travail de son confrère, et c'est par ses soins que le dernier volume parut en 1756. L'Histoire de Bretagne, par dom Morice, est supérieure à celle de dom Lobineau, par les additions et les éclaircissements qu'elle renferme ; mais on estime surtout les pièces curieuses que le nouvel auteur y a ajoutées et dont la plus grande partie étaient inédites. Il en existe une nouvelle édition en 20 volumes in-8°, Guingamp, 1835-1839. Son Histoire généalogique de la maison de Rohan n'a point été imprimée ; elle forme 2 volumes in-folio, avec des preuves.

#### Œuvres
- Mémoires pour servir de preuves à l'histoire ecclésiastique et civile de Bretagne, tirés des archives de cette province, de celles de France et d'Angleterre, des recueils de plusieurs sçavans antiquaires. 3 vol. 1742-1746. Vol.1: http://gallica.bnf.fr/ark:/12148/bpt6k1041641k; vol.2: http://gallica.bnf.fr/ark:/12148/bpt6k1041643d; vol.3: http://gallica.bnf.fr/ark:/12148/bpt6k10416457.
- Histoire ecclésiastique et civile de Bretagne, composée sur les auteurs et les titres originaux... & enrichie d'une dissertation sur l'établissement des Bretons dans l'Armorique et de plusieurs notes critiques, 2 vol., 1750-1756. Vol.1: https://gallica.bnf.fr/ark:/12148/bpt6k1041637p; vol.2: https://gallica.bnf.fr/ark:/12148/bpt6k1041639h.

#### Études sur son œuvre
« Pierre-Hyacinthe Morice de Beaubois », dans Louis-Gabriel Michaud, Biographie universelle ancienne et moderne : histoire par ordre alphabétique de la vie publique et privée de tous les hommes avec la collaboration de plus de 300 savants et littérateurs français ou étrangers, 2e édition, 1843-1865 [détail de l’édition] 